# جوزيف كيسيل
جوزيف كيسيل (بالفرنسية: Joseph Kessel)‏ (10 فبراير 1898، إنتري ريوس في الأرجنتين - 23 يوليو 1979 في فرنسا)؛ مراسل عسكري، كاتب، كاتب سيناريو، صحفي وروائي فرنسي.

## الجوائز
- الجائزة الكبرى للرواية من الأكادمية الفرنسية

## روابط خارجية
- جوزيف كيسيل على موقع IMDb (الإنجليزية)
- جوزيف كيسيل على موقع مونزينجر (الألمانية)
- جوزيف كيسيل على موقع ألو سيني (الفرنسية)
- جوزيف كيسيل على موقع ميوزك برينز (الإنجليزية)
- جوزيف كيسيل على موقع أول موفي (الإنجليزية)
- جوزيف كيسيل على موقع قاعدة بيانات الأفلام السويدية (السويدية)
- جوزيف كيسيل على موقع ديسكوغز (الإنجليزية)
- جوزيف كيسيل على موقع قاعدة بيانات الفيلم (الإنجليزية)
- جوزيف كيسيل على موقع كينوبويسك (الروسية)